# لیک موهاک (اوهایو)
لیک موهاک (به انگلیسی: Lake Mohawk) یک منطقهٔ مسکونی در ایالات متحده آمریکا است که در شهرستان کرول، اوهایو واقع شده‌است. لیک موهاک ۱۱٫۶ کیلومتر مربع مساحت و ۱٬۶۵۲ نفر جمعیت دارد و ۳۱۳٫۹۵ متر بالاتر از سطح دریا واقع شده‌است.